# Grégence de Safar
Pour les articles homonymes, voir Safar.
Grégence (en grec Γρηγέντιος), évêque de Safar (ou Zafar, ou Taphar, Τάφαρον en grec), au Yémen, est une figure de l'hagiographie byzantine qui aurait vécu dans la première moitié du VIe siècle et aurait été missionnaire et évêque dans le sud de l'Arabie. L'historicité même du personnage est problématique. Fête le 19 décembre.
Le « dossier hagiographique » comprend trois textes dont la genèse, la datation, les liens entre eux, ont été beaucoup discutés : une longue Vie ; un dialogue entre le saint et un savant juif nommé Herban ; et un texte intitulé Lois de saint Grégence ou Lois des Homérites, qui serait une législation suivant les principes chrétiens que le saint aurait rédigée pour le peuple des Homérites (du Yémen). Ces textes sont remplis d'incohérences historiques, de références à des réalités postérieures, qui montrent qu'en tout cas la version (en langue grecque) qui nous est parvenue est plus tardive de plusieurs siècles. Albrecht Berger, récent éditeur des textes, et Gianfranco Fiaccadori, qui a contribué au commentaire, pensent qu'ils ont été composés à Constantinople vers la fin du Xe siècle (à partir de sources antérieures).
Le nom Gregentios est sans autre exemple dans la tradition hagiographique (et est remplacé par Gregorios ou Gregentinos dans certains manuscrits). Le personnage serait né vers la fin du Ve siècle dans une ville appelée Liplianès située sur un territoire tributaire des Avars (A. Berger pense à Ljubljana, É. Patlagean parle plutôt du Kosovo actuel, mais de toute façon les indications de la Vie sont floues et incohérentes). Il aurait voyagé en Italie (Milan, Rome), en Sicile (Agrigente) et à Carthage avant de gagner Alexandrie. Là, il aurait été chargé de la mission de rechristianiser le pays des « Homérites », dans le sud de l'Arabie, un peuple récemment libéré, selon le texte, de la tyrannie d'un roi juif nommé Dunaas, grâce à l'intervention militaire du roi chrétien d'Éthiopie, Élesboas (Ces personnages sont historiquement les rois Dhu Nuwas et Ella Asbeha, et la guerre entre les deux se situe entre 520 et 525). Pendant son séjour au Yémen, Grégence met en place un nouveau pouvoir chrétien, rédige une législation, et ramène la population judaïsée du pays au christianisme par la persuasion ou par la force. Le dialogue et le code de lois qui accompagnent la Vie seraient des documents sur cette activité. Le dialogue avec le scribe juif Herban est conclu par une apparition miraculeuse du Christ, preuve concrète de la supériorité du christianisme.